# Ich zeige dir mein Paradies
Ich zeige dir mein Paradies ist ein Lied der deutschen Schlagersängerin Andrea Jürgens aus dem Jahr 1978. Es wurde von Jack White geschrieben und gehörte zu den ersten und größten Erfolgen der damals als Kinderstar bekannten 11-jährigen Sängerin nach ihrem Erfolg mit dem Lied … und dabei liebe ich euch beide im Vorjahr.

## Hintergrund und Veröffentlichung
Die Musik und der Text zu Ich zeige dir mein Paradies stammen von dem Komponisten Jack White. Die Single wurde von Ariola im Juni 1978 veröffentlicht; die B-Seite war Ein kleiner Baum im Häusermeer, komponiert ebenfalls von Jack White zusammen mit Jon Athan.
1. Ich zeige dir mein Paradies – 4:15
2. Ein kleiner Baum im Häusermeer – 4:18

Das Lied erschien zudem als Titelsong auf dem gleichnamigen Album, das ebenfalls 1978 veröffentlicht wurde und bis auf Platz 41 der deutschen Albumcharts stieg.
Auf dem Frontcover der Single ist auf einem Foto mit violetter Einfassung die junge Andrea Jürgens zusammen mit einem Bobtail zu sehen, bei dem sie kniet und ihn streichelt. Der Künstlerinnenname ist in violett und der Titel in rot oberseits des Fotos und der Titel des B-Seitenliedes unterseits angegeben.

## Musik und Text
Ich zeige dir mein Paradies ist ein Schlager im 4⁄4-Takt, der in deutscher Sprache verfasst ist. Das Lied ist aus zwei Strophen aufgebaut, die jeweils in einen zweiteiligen Refrain auslaufen. Die musikalische Begleitung besteht aus einer elektrischen Orgel mit Streichern und einem gleichmäßigen Takt durch einen Schlagzeugsound.

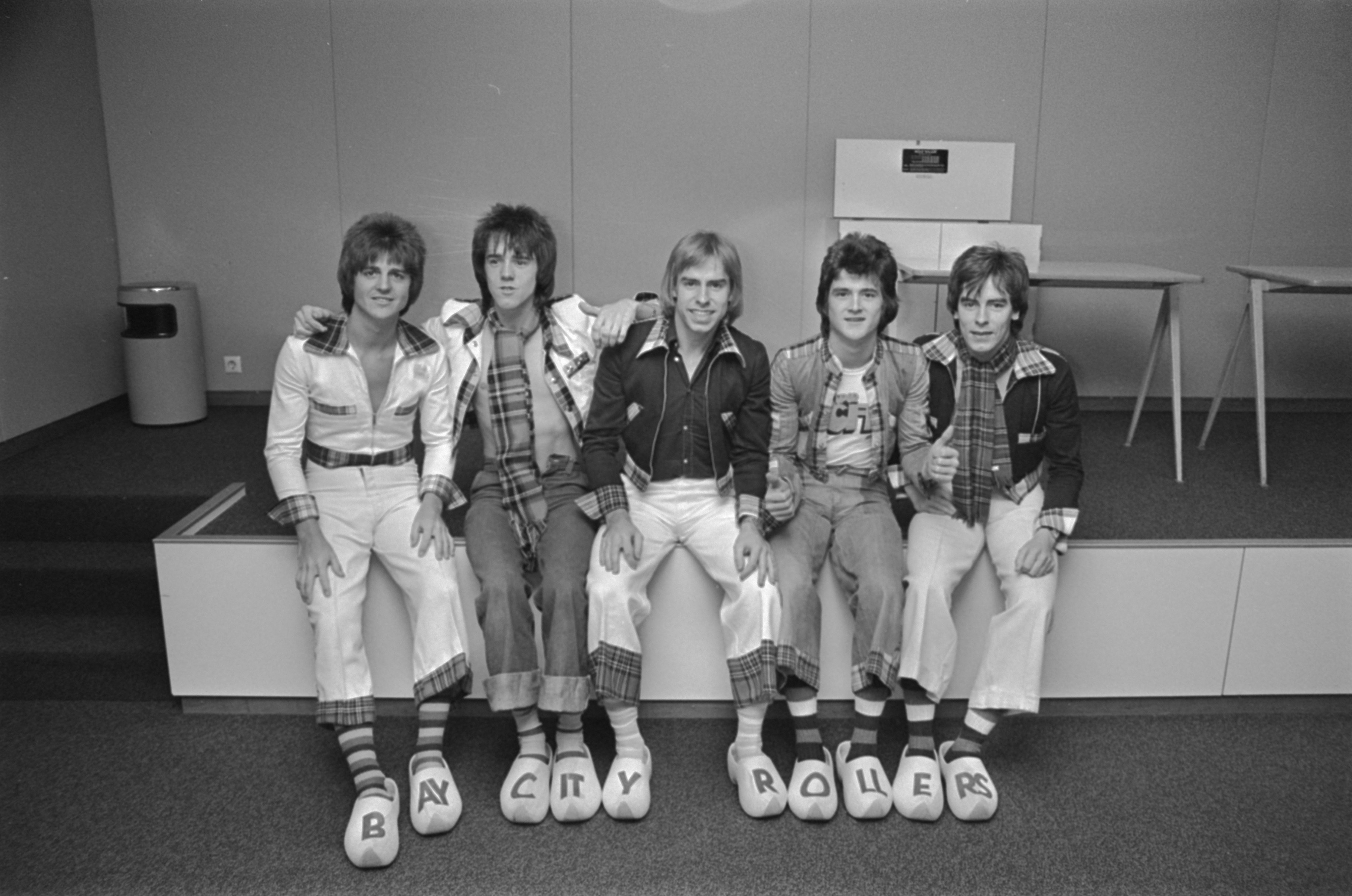
Die Bay City Rollers, 1976

Der Text des Schlagers ist eine Einladung von Andrea Jürgens an einen bunten Vogel an ihrem Fenster in ihr Zimmer, das für sie ihr Paradies bzw. ihre „kleine Welt“ darstellt: „Ich zeige Dir mein Paradies, wo es die schönsten Dinge gibt“. In der ersten Strophe lädt sie den Vogel am Fenster in ihr Zimmer ein, in der zweiten beschreibt sie die verschiedenen Poster von bekannten Bands der Zeit und Zeichentrickfiguren an den Wänden:

„Kennst Du Leslie von den Bay City Rollers?

Sein Poster hängt an meiner Wand

Und daneben sind die Sweet

Dann auch noch Uriah Heep

Kennst Du Biene Maja oder Pinocchio

Und Heidi aus dem Alpenland?

Komm, ich stell' Dich ihnen vor, komm mit“

## Resonanz

### Charts und Chartplatzierungen
Ich zeige dir mein Paradies stieg erstmals am 10. Juli 1978 auf Platz 25 in die deutschen Singlecharts ein und hielt sich dort insgesamt 23 Wochen, davon sieben Wochen in den Top 10. Am 22. November des Jahres verzeichnete die Single mit Rang fünf für eine Woche seine höchste Notierung. Am 11. Dezember 1978 wurde es zum letzten Mal in den Charts auf Platz 46 verzeichnet. Zwischen dem 28. August und 24. September war das Lied für einen Zeitraum von vier Wochen der erfolgreichste deutschsprachige Titel in den Charts. In Österreich und der Schweiz konnte sich das Lied dagegen nicht platzieren.
Andrea Jürgens erreichte als Interpretin mit dem Lied zum zweiten Mal die deutschen Singlecharts und zugleich die Top 10 nach ihrem Erfolg mit … und dabei liebe ich euch beide im Vorjahr. Die Folgesingle Tina ist weg, auf dem gleichen Album erschienen, gelangte nur auf den Rang 49 der Charts und nur mit dem Titel Japanese Boy im Jahr 1981 konnte sie einen weiteren Top-10-Hit landen. Am 24. Juli 1978 wurde Ich zeige dir mein Paradies bei der ZDF-Hitparade auf Platz 10 vorgestellt und stieg analog zu den Verkaufscharts bis zum 18. September 1978 auf Platz eins der Hitparade.

### Coverversionen
Ich zeige dir mein Paradies wurde als Schlager vereinzelt gecovert. Erste Coverversionen erschienen bereits im selben Jahr sowie im Folgejahr von bekannten Tanzorchestern wie denen von Cliff Carpenter und Udo Reichel. Andrea Jürgens sang das Lied 1978 zudem auf Englisch mit dem Titel My Idea of Paradise. Eine parodistische Version veröffentlichte der Hörfunkmoderator Hermann Hoffmann unter dem Titel Ich zeige dir mein Paradies (wo es noch Bier und Wodka gibt), die 1980 auf dem Album Schwups, ist der Papa mit der Hand wieder da erschien.
1993 erschien das Lied Too young von Tony Christie mit der Melodie von Ich zeige dir mein Paradies und der niederländische Sänger Jantje Smit veröffentlichte 1997 das Lied Ik zing dit lied voor jou alleen sowie die deutsche Version Ich sing das Lied für Dich allein ebenfalls auf dieser Basis.

## Belege
1. 1 2  
Andrea Jürgens – Ich zeige dir mein Paradies. austriancharts.at, abgerufen am 7. Oktober 2021.
2. 1 2  
Andrea Jürgens – Ich zeige dir mein Paradies bei Discogs; abgerufen am 7. Oktober 2021.
3. ↑  Andrea Jürgens – Ich zeige dir mein Paradies. In: offiziellecharts.de. Abgerufen am 8. Oktober 2021.
4. ↑  
Andrea Jürgens – Ich zeige dir mein Paradies (Album) bei Discogs; abgerufen am 7. Oktober 2021.
5. 1 2 3  Andrea Jürgens – Ich zeige dir mein Paradies, Songtext auf songtexte.com; abgerufen am 7. Oktober 2021.
6. 1 2  
Andrea Jürgens – Ich zeige dir mein Paradies. offiziellecharts.de, abgerufen am 7. Oktober 2021.
7. 1 2 3  
Andrea Jürgens – Ich zeige dir mein Paradies. Abgerufen am 7. Oktober 2021.
8. ↑  
Andrea Jürgens. chartsurfer.de, abgerufen am 11. April 2021.
9. 1 2  
Andrea Jürgens – Ich zeige dir mein Paradies, Coverversionen auf cover.info; abgerufen am 7. Oktober 2021.